# Dekokt
En dekokt är ett ämne extraherat genom upplösning medelst kokning av växt- eller annat material. Först mosas materialet för att sedan kokas för att extrahera oljor, flyktiga ämnen eller andra substanser. Metoden har använts mycket länge och dekokter av olika slag är en mycket gammal form av läkemedel. .
Metoden är lämplig dels för de ämnen som inte löses ut av blötläggning i lösningsmedel, alltså inte kommes åt genom  extraktion. Hit hör till exempel stärkelse och garvämnen. Dels för hårda växtdelar såsom rötter, bark, hårda frukter och frön. 